# Anodocheilus oramae
Anodocheilus oramae är en skalbaggsart som beskrevs av Young 1974. Anodocheilus oramae ingår i släktet Anodocheilus och familjen dykare. Inga underarter finns listade i Catalogue of Life.